# Leandra
Leandra es un género  de plantas fanerógamas pertenecientes a la familia Melastomataceae. Comprende 425 especies descritas y de estas, solo 219 aceptadas. Se distribuye por el SE de México (Jalisco a Veracruz) y Mesoamérica hasta N. a S. de Argentina y SE. Brasil. Ausente de las Antillas.

## Descripción
Son arbustos, rara vez árboles o trepadoras leñosas; ramitas, teretes a subcuadradas en corte transversal, variadamente pelosas. Hojas cartáceas, enteras a crenuladas o serruladas, 5-7-nervias o 5-7-plinervias. Flores 4-7-meras, sésiles, subsésiles o cortamente pediceladas, en panículas terminales, bracteadas, multifloras. Hipanto globoso, campanulado o suburceolado; lobos del cáliz inconspicuos, obtusamente triangulares a deprimidos, semicirculares y típicamente escondidos por los dientes exteriores, subulados a tuberculiformes. Pétalos linear-lanceolados a ovados, agudos a acuminados apicalmente, completamente glabros. Estambres esencialmente isomorfos y glabros; anteras linear-oblongas con un poro apical diminuto; conectivo simple, rara vez prolongado, frecuentemente giboso o someramente 2-lobado dorsalmente en la base. Ovario parcial a completamente ínfero, 3-8-locular, la punta superior lisa, esparcidamente glandular-puberulento o con un collar estilar variadamente desarrollado; estigma punctiforme a subtruncado. Fruto en baya, terete al madurar; semillas ovoides o piramidales, ruguladas, ligeramente tuberculadas o lisas.

## Taxonomía
El género fue descrito por Giuseppe Raddi y publicado en Memoria di Matematica e di Fisica della Società Italiana del Scienze Residente in Modena, Parte contenente le Memorie di Fisica 18: 385–386, f. 8. 1820.

## Algunas especies aceptadas
A continuación se brinda un listado de las especies del género Leandra aceptadas hasta febrero de 2013, ordenadas alfabéticamente. Para cada una se indica el nombre binomial seguido del autor, abreviado según las convenciones y usos:
- Leandra acutiflora (Naudin) Cogn.
- Leandra agrestis Cogn.
- Leandra amplexicaulis DC.
- Leandra aristigera (Naudin) Cogn.
- Leandra aurea (Cham.) Cogn.
- Leandra australis (Cham.) Cogn.
- Leandra balansae Cogn.
- Leandra barbinervis (Cham. ex Triana) Cogn.
- Leandra bergiana Cogn.